# Robert Sarrabère
Robert Sarrabère, né le 30 août 1926 à Argagnon dans le Béarn et mort le 11 janvier 2017 à Bordeaux, est un évêque catholique français, évêque d'Aire et Dax de 1978 à 2002.

## Biographie
Robert Sarrabère est né le 30 août 1926 à Argagnon, dans le département des Pyrénées-Atlantiques (diocèse de Bayonne). Après des études secondaires au collège de l'Immaculée-Conception à Pau, il est admis au grand séminaire de Bayonne.

### Ministères
Il est ordonné prêtre le 29 juin 1950, dans la cathédrale Sainte-Marie de Bayonne. Il devient vicaire général de son diocèse de Bayonne de 1965 à 1974, jusqu’à sa nomination épiscopale.
Nommé évêque le 7 novembre 1974 par Paul VI, il reçoit la mission de coadjuteur de Robert Bézac, évêque d'Aire et Dax, dont il est dès lors le successeur désigné. Dans l’attente d’être titulaire du diocèse, il reçoit le titre d’évêque titulaire de Vassinassa : tout évêque non directement responsable d’un diocèse est titulaire d’un évêché virtuel correspondant à un diocèse disparu.
La consécration épiscopale a lieu le 5 janvier 1975, dans son diocèse d’origine, dans la cathédrale de Bayonne.
La succession titulaire du diocèse des Landes lui est remise ipso jure le 25 avril 1978. Il est installé dans ses fonctions le 2 juin 1978.
Atteint par la limite d’âge de 75 ans, il présente au pape une démission qui est acceptée pour prendre effet officiellement le 29 septembre 2002, date de consécration et d’installation de son successeur. Il n’y a donc pas eu de vacance du siège dans le département des Landes.
Évêque émérite, il continue à rendre des services à l’Église, dans son diocèse d’origine et du 9 janvier au 2 septembre 2007, il est placé au service du diocèse de Montauban comme administrateur apostolique pendant la vacance du siège épiscopal.